# 스타킹 (드라마)
《스타킹》는 1998년 7월 24일에 MBC에서 방영한 베스트극장이다.

## 줄거리
같은 빌딩 안에서 근무하는 지나(권민중)와 한수(이정규)는 서로 몰래 다른 사람을 만나면서도 서로에게 애정이 있는 듯 대한다. 지나가 만나는 남자 성준(정준호)은 한수가 만나는 여직원의 남자친구였으며, 성준의 질투심을 유발하기 위해 여직원이 한수에게 접근한 것이다. 또한, 동료가 지나를 골려주려고 자신에게 온 익명고백카드를 지나의 가방에 넣어놓아 성준이 자신을 좋아한다고 착각하게 된 것이다. 둘은 아무것도 모른채 결혼 6주년을 맞이한다.

## 등장 인물

### 주요 인물
- 이정규 : 한수 역
- 권민중 : 지나 역
- 정준호 : 성준 역
- 김지은

### 그 외 인물
- 김승수
- 김옥주
- 김형자
- 김세아
- 구혜진
- 김윤중
- 이재훈
- 김승현
- 양동재
- 조민희
- 서지연
- 박미영
- 박정숙
- 명수영
- 윤현정
- 정기성
- 정수형
- 이민호

| MBC 베스트극장                   | MBC 베스트극장                  | MBC 베스트극장                     |
| 이전 작품                        | 작품명                          | 다음 작품                          |
| -------------------------------- | ------------------------------- | ---------------------------------- |
| 내 짝궁 박순정 (1998년 7월 17일) | 스타킹 (322회, 1998년 7월 24일) | 그녀의 화분 NO.1 (1998년 7월 31일) |